# روبرت ويلي
روبرت ويلي (بالإنجليزية: Robert Whaley)‏ مواليد 16 أبريل 1982 في بينتون هاربور، هو لاعب كرة سلة أمريكي معتزل بدأ مسيرته الاحترافية في سنة 2005. تم اختياره من قبل فريق يوتا جاز خلال الدرافت. يبلغ طوله 6 قدم 10 بوصة (2.1 م). اعتزل اللعب في 2008.

## روابط خارجية
- روبرت ويلي على موقع إن بي أي (الإنجليزية)
- روبرت ويلي على موقع سبورتس رفرنس (الإنجليزية)
- روبرت ويلي على موقع كرة السلة الأوروبية.كوم (الإنجليزية)
- روبرت ويلي على موقع كلية كرة السلة في سبورتس رفرنس.كوم (الإنجليزية)
- روبرت ويلي على موقع ريلجم (الإنجليزية)
- روبرت ويلي على موقع بروبوليرز (الإنجليزية)
- روبرت ويلي على موقع سبورتس رفرنس (الإنجليزية)